# Onkání
Onkání je v některých jazycích způsob oslovování jedné osoby pomocí 3. osoby jednotného čísla.
Onkání se v češtině užívalo převážně v 18. století při rozhovorech dospělých osob s dětmi, nebo osob s jejich služebnými. Tento způsob mluvy se užíval v Čechách[zdroj⁠?!] ještě během první republiky. Užívalo se převážně v rodinách vyšších tříd. V dnešní době v češtině již zpravidla zaniklo, v některých případech se však užívá při oslovení jako nahrazení titulu,[zdroj⁠?!] a vyjadřuje tak zdvořilost mluvčího. Kromě češtiny se onkání vyskytuje i ve švédštině, finštině, italštině a polštině. V polštině však nezaniklo a i nadále je tu převládající zdvořilostní formou. Španělština oslovování ve 3. osobě používá taktéž – ve významu vykání – a to i pro množné číslo – zájmena tú (2. os. jedn. č.) resp. vosotros (2. os. množ. č.) se nahradí usted resp. ustedes. Portugalština oslovování ve 3. osobě používá taktéž – ve významu vykání – a to i pro množné číslo – zájmena tu (2. os. jedn. č.) resp. vós (2. os. množ. č.) se nahradí você resp. vocês.
Příklady: On už je tady? Počkal jen chvíli. (Už jsi tady? Počkej jen chvíli.)

Příklady nahrazení titulu:[zdroj⁠?!] Přeje si pan ředitel něco? Může pán chvíli počkat? (Pane řediteli, přál byste si něco? Mohl byste, pane, chvíli počkat?)